# Lilla Abborrtjärnen (Köla socken, Värmland)
Lilla Abborrtjärnen är en sjö i Eda kommun i Värmland och ingår i Göta älvs huvudavrinningsområde.